# Kells
Kells (em irlandês: Ceanannas) é uma povoação do Condado de Meath na República da Irlanda. A cidade é próxima da rodovia M3, estando a 16 km da cidade de Navan e a 65 km da capital do país, Dublin. Kells, em conjunto com outras cidades da região, faz parte da região metropolitana de Dublin, possuindo uma população de 6.135 habitantes de acordo com o censo executado em 2016.
A cidade é mais conhecida pela Abadia de Kells, presente na cidade, sendo a origem do nome do Livro de Kells, manuscrito iluminado de grande importância para a história do país.

## Nome
O povoado era originalmente conhecido pelo nome irlandês Cenannus, e posteriormente, Ceannanas ou Ceannanus, e é sugerido que o nome atual, Kells, tenha se desenvolvido a partir desses.
Inicialmente, um forte, provavelmente situado no centro da Kells do tempo presente, era conhecido pelo nome Cúil Sibrille. A partir do século XII, esse povoado começou a ser referido tanto em inglês como em anglo-normando pelos nome Kenenus, Kenelles, Kenles, Kenlis, Kellis e, finalmente, Kells.
Há também uma hipótese que os nomes Kenlis e Kells tenham vindo de um outro nome irlandês, Ceann Lios, significando "[the] head fort" ("[o] forte capital"). Todas as três variações (Kenlis, Kells e Headfort) estão presentes nos títulos da família Taylor. 
Em 1929, a cidade assumiu o nome oficial Ceannanus Mór, tanto em inglês quanto em irlandês. Por conta da fundação do Estado Livre Irlandês, várias cidades foram renomeadas dessa forma, priorizando o idioma gaélico. 
Ceanannas tem sido a forma oficial do nome da cidade na língua irlandesa desde 1969.
Em 1993, o nome Kells foi readotado como sendo o nome oficial da cidade em inglês.